# Borčice
Borčice és un poble i municipi d'Eslovàquia que es troba a la regió de Trenčín.

## Història
La primera menció escrita de la vila es remunta al 1238.

## Demografia
| Godina             | 1994 | 2004   | 2014    | 2024    |
| ------------------ | ---- | ------ | ------- | ------- |
| Nombre de persones | 392  | 377    | 535     | 752     |
| Diferència         |      | −3,82% | +41,90% | +40,56% |

| Godina             | 2023 | 2024   |
| ------------------ | ---- | ------ |
| Nombre de persones | 746  | 752    |
| Diferència         |      | +0,80% |